# Doomsday X
Doomsday X é o décimo álbum de estúdio da banda de death metal Americana Malevolent Creation. Foi lançado pela Nuclear Blast America em 17 de julho de 2007, e foi lançado na Europa em 24 de agosto, 2007 pela Massacre Records.